# Iván Sepúlveda
Iván Ulises Sepúlveda González (Rancagua, Chile, 1 de septiembre de 1978) es un exfutbolista chileno. Jugaba de lateral izquierdo

## Clubes
| Club                    | País     | Año       |
| ----------------------- | -------- | --------- |
| O'Higgins               | Chile    | 1997-2001 |
| Santiago Wanderers      | Chile    | 2002      |
| Centauros Villavicencio | Colombia | 2003      |
| Deportes Puerto Montt   | Chile    | 2004-2005 |
| Deportes Melipilla      | Chile    | 2007      |
| Curicó Unido            | Chile    | 2007-2010 |

- Datos: Q5923559